# Great Chamberlain of Scotland
Inhaber des Amtes eines Great Chamberlain of Schottland (auch Lord Chamberlain of Schottland) sind seit etwa 1124 bekannt. Der camerarius dominis regis wurde von König Malcolm als dritter in der Reihe der Great Officers of State eingestuft und erhielt ein Gehalt von 200 £ pro Jahr. Ursprünglich sammelte er die Einnahmen der Krone ein, zumindest bis Schottland einen Schatzmeister (Treasurer) bekam, zu dem es bis zur Wiedereinsetzung von König Jakob I. 1424, als er das für die Unterhaltung des Königlichen Haushaltes notwendige Geld auszahlte, keine Belege gibt.
Der Great Chamberlain war befugt, über alle Verbrechen, die in Burghs begangen wurden, sowie über das Verbrechen des „forestalling“ zu urteilen. Der Great Chamberlain war oberster Richter in den Burghs und hielt dazu jährliche Gerichtstage ab, deren Form im iter Camerarii festgelegt wurde. Seine Urteile und Dekrete konnten nicht von der niederen Jurisdiktion in Frage gestellt werden. Seine Entscheidungen wurden von den Bailies der Burghs umgesetzt. Er legte auch die Preise für die Vorräte der Gemeinden und die Gebühren der Arbeiter in den Münzanstalten fest.
Bereits während der Herrschaft von König Wilhelm I. wurde das Amt zu Beginn des 13. Jahrhunderts zu einem Ehrenamt, dessen tatsächliche Aufgaben professionelle Beamte am Hof übernahmen. Der Chamberlain hatte aber weiterhin die Aufsicht über diese Beamten und konnte damit auch weiterhin die königlichen Finanzen kontrollieren. Damit blieb es im Mittelalter weiterhin eines der wichtigsten Staatsämter. Nach 1425 verlor der Chamberlain seine fiskalischen Funktionen an den Schatzmeister. Seine Position war von 1558 bis 1565 und ab 1569 vakant. Es wurde 1580 für den Cousin von James I., Esmé Stewart, 1. Duke of Lennox, besetzt, dessen Auftreten 1581 als Great Officer of State eher seinem persönlichen Ansehen beim König und nicht seinem Amt zuzuschreiben ist. Das Amt hatte danach der jeweilige Duke of Lennox inne, ab 1603 erblich, bis es 1703 ad perpetuam remantiem Charles Lennox, 2. Duke of Richmond, 2. Duke of Lennox, einem zweijährigen Kind, von und zugunsten der Krone weggenommen wurde. Seitdem wurde kein Great Chamberlain mehr ernannt. 1711 wurde das Amt als Commission of Chamberlainry and Trade wiederbelebt, die mit dem Tod von Königin Anne (1714) wieder erlosch.

## Lord Chamberlains
- Edmund, bezeugte 1124 ein Dokument, das Annandale an Robert de Brus gab.
- 1130–1160: Herbert, für die Könige David I und Malcolm IV.
- 1160–1165: Nicholas of Roxburgh, später Chancellor
- 1165–1189: Walter of Berkeley of Red Castle and Inverkeilor
- 1205–1214: Philip de Valognes, für König William the Lion
- 1214–1219: William de Valognes
- Hugh de Giffard, Lord of Yester and Morham
- John de Melville, für König Alexander II.
- 1216: Henry de Balliol († 1246)
- 1235–1239/40: David of Bernham (später Bischof von St Andrews)
- 1241: Sir John de Maccuswel (oder Maxwell) für König Alexander II.
- 1249: Richard of Inverkeithing
- um 1250/51: Sir Robert de Meyners
- 1252–1255: William, Earl of Mar, für König Alexander III.
- 1255–1257: David de Lindsay of the Byres
- 1258–1260: Aymer de Maxwell, für König Alexander III.
- 1260: William, Earl of Mar, erneut
- 1267: Sir Reginald Cheyne
- 1266/7–1277/8: Sir Thomas Randolph
- 1278: John de Lindsay
- 1287–1294: Alexander de Balliol
- 1297–1307 John Sandale, unter Eduard I. von England
- 1319: William de Lindsay, für Robert the Bruce
- 1325: Alexander Fraser of Touchfraser and Cowie (der Mary, die Schwester des Königs, heiratete)
- 1329: John Baptista, für König David II.
- 1327–1329: Robert de Peebles
- 1329–1333: Reginald de Mure für König David II.
- 1333: Sir Robert de Lawedre of The Bass († 1337) (auch Justiziar)
- 1334: William Bullock, unter Edward Balliol
- 1334–1340: Reginald de Mure, erneut für David II.
- 1341–1342: William Bullock, erneut
- 1343–1346: John of Roxburgh
- um 1350–1357: Sir Robert de Erskine
- 1357–1358: Thomas Stewart, 2. Earl of Angus
- 1358–1359: Thomas, 9. Earl of Mar
- 1359–1363: Walter Fleming of Biggar
- um 1363–1364:  Sir Robert de Erskine, erneut
- 1364–1376: Walter of Biggar, erneut
- 1376: Michael de Monymusk, Bischof von Dunkeld
- 1377–1382: Sir John Lyon
- 1382: Robert Stewart, Earl of Fife
- 1426: John Forrester of Corstorphine († um 1448), für König James I.
- 1431 George Schoriswood, Bischof von Brechin
- 1458: James Livingstone, 1. Lord Livingston, für König James II.
- 1467: Robert Boyd, 1. Lord Boyd, für König James III.
- 1477: James Stewart, 1. Earl of Buchan
- 1483: David Lindsay, 5. Earl of Crawford
- 1488: Alexander Home, 2. Lord Home, für König James IV.
- 1509: Alexander Home, 3. Lord Home
- 1516: Malcolm Fleming, 3. Lord Fleming († 1547 in der Schlacht bei Pinkie Cleugh), für König James V.
- 1547: James Fleming, 4. Lord Fleming († 1558), für Maria Stuart
- 1558–1565 vakant
- 1565: John Fleming, 5. Lord Fleming († 1572)
- ab 1569: vakant
- 1581: Esmé Stewart, 1. Duke of Lennox, für König James VI.
- 1594: Ludovic Stewart, 2. Duke of Lennox (ab 1603 erblich).